# Kraken (даркнет-рынок)
Kraken (рус. Кра́кен) — один из крупнейших российских даркнет-рынков по торговле наркотиками, поддельными документами, услугами по отмыванию денег и так далее, появившийся после закрытия Hydra в 2022 году, участник борьбы за наркорынок в российском даркнете.
Покупатели заходят на Kraken через Tor с луковой маршрутизацией. Они должны зарегистрироваться и пополнять свой биткойн-баланс, с которого средства списываются продавцам.

## История
Kraken был запущен летом 2022 года после закрытия крупнейшего даркнет-рынка Hydra. Kraken называют «преемником» Hydra из-за похожего логотипа и состава администрации сайта. До своего запуска реклама данного проекта появилась на одном из рекламных кубов в «Москва-Сити», что вызвало огромный скандал в обществе. В декабре того же года, автобус обклеенный логотипами даркнет-площадки и QR-кодом, перекрыл движение на Арбате в Москве на несколько часов. Ситуация повторилась 22 марта 2024 года: на фоне теракта в «Крокус Сити Холле» на Арбате был размещён перекрашенный фургон Ford Transit с QR-кодом, ведущим на зеркало даркнет-рынка, и колонками, громко рекламирующими сайт. Машина стояла несколько часов, пользуясь отвлечением спецслужб.
В январе 2023 года реклама Kraken и других наркотических платформ стала появляться в московском метро. Американский журнал Vice заявил, что даркнет-рынок Solaris атаковал Kraken, RuTor, Mega и прочих конкурентов, воспользовавшись услугами российской хакерской группировки Killnet, которые позднее профинансировали армию России во вторжении России на Украину украденными у наркошопов деньгами. В ответ на это команда хакеров форума WayAway в середине января взломала платформу Solaris и присоединила его к Kraken. Теперь при включении сайта даркнет-рынка Solaris автоматически открывается сайт Kraken.
В начале 2025 года на Wildberries появилась обувь с логотипом даркнет-маркета на подошве: покупатели оставляли следы с символикой сайта на заснеженных улицах.